# Noam Chomsky
Noam Chomsky (ur. 7 grudnia 1928 w Filadelfii) – amerykański językoznawca, filozof, działacz polityczny. 
Profesor językoznawstwa w Massachusetts Institute of Technology (katedra językoznawstwa i filozofii), współtwórca (wraz z Morrisem Halle) gramatyki transformacyjno-generatywnej, wniósł wkład w rozwój psycholingwistyki, informatyki (w zakresie teorii języków programowania, lingwistyki komputerowej). Laureat Nagrody Kioto w dziedzinie nauk podstawowych z 1988 roku. Jeden z najczęściej cytowanych naukowców na świecie. Język jest według Chomskiego nieskończonym zbiorem zdań, generowanych za pomocą skończonej liczby reguł i słów, cechą szczególną rodzaju ludzkiego. Opracował tzw. hierarchię Chomskiego – klasyfikację gramatyk języków formalnych.

## Życiorys
Ojcem Noama był William Chomsky (właśc. Zeew Chomski, 1896–1977), długoletni wykładowca gramatyki hebrajskiej w Gratz College w Pensylwanii, urodzony w Kupieli na Wołyniu i osiadły w Baltimore w 1913, a matką Elsie Chomsky (nazwisko panieńskie Simonofsky, 1903–1972), nauczycielka w Gratz College, urodzona w Bobrujsku na Białorusi i osiadła w Brownsville na Brooklynie w 1906. Ich pierwszym językiem był jidysz, ale Noam później wspominał, że używanie jidysz było tabu w ich domu rodzinnym. Opisywał życie swojej rodziny, jako rodzaj „żydowskiego getta”, podzielonego na „stronników jidysz” i „stronników hebrajskiego”, z postanowieniem dostosowania się do ostatniego i zanurzenia się w kulturze i literaturze hebrajskiej. Opisywał również szykany, których osobiście doświadczył w dzieciństwie ze strony irlandzkich i niemieckich katolików oraz antysemityzmu w połowie lat 30.
Od 1945 studiował na University of Pennsylvania, gdzie otrzymał doktorat w 1955 roku. Również w 1955 roku podjął pracę naukową w Massachusetts Institute of Technology (MIT), gdzie został mianowany profesorem w roku 1961 (Departament Języków Współczesnych i Lingwistyki; obecnie Departament Lingwistyki i Filozofii) i gdzie przeszedł na emeryturę w 2002, nie przestając prowadzić badań i seminariów. Na jesieni 2017 został zatrudniony na część etatu w Uniwersytecie Arizony w Tucson, gdzie uczy i prowadzi publiczne seminaria.
W roku 1949 ożenił się z językoznawczynią Carol Schatz. Ich związek trwał przez 59 lat, do czasu śmierci żony na raka w grudniu 2008. Ma dwie córki, Avivę (ur. 1957) i Diane (ur. 1960) oraz syna Harry’ego (ur. 1967). W 2014 poślubił Valerię Wasserman.

## Działalność naukowa

### Językoznawstwo
W 1957 Chomsky wydał pracę pod tytułem Syntactic Structures, która wywołała dyskusję m.in. w odniesieniu do lingwistyki statystycznej. Chomsky zaproponował nowy sposób analizy gramatyki wspólnej wszystkim językom (z przyjętej ramy – ang. „presupposed framework”).

Drzewo składniowe dla przykładu Chomskiego (por. też Teoria X-bar Chomskiego)

Wskazywał na niedogodności statystycznych modeli języka (np. modelu opartego na łańcuchu Markowa). Podaje następujący przykład: statystycznie nieistniejące (wówczas, do chwili jego pierwszego użycia przez autora, chociaż obecnie słynne) zdanie: (1) „Bezbarwne zielone idee wściekle śpią” (ang. Colorless green ideas sleep furiously), jest bezsensowne, choć gramatyczne z perspektywy standardowej angielszczyzny, natomiast zdanie (2) Furiously sleep ideas green colorless również jest bezsensowne, ale jednocześnie niezgodne z zasadami angielskiej gramatyki. Zdania te obrazują różnicę między gramatyką a semantyką.
Chomsky wskazuje, że obydwa zdania (1), (2) nie istnieją statystycznie (wówczas), więc model statystyczny:
- nie może nawet wskazać, które z nich (gdy je już stworzono) jest poprawne gramatycznie, gdyż oba byłyby w nim sklasyfikowane na tym samym poziomie – jako statystycznie nieistniejące (wówczas)[12].
- wraz z nawet poprawną składnią, gramatyką nie tworzy podstawowej struktury języka (nie tworzy: sensowności; korespondowania z rzeczywistością, jej poprawnego/aktualnego odbicia; opisu zmierzającego do – w pewnej definicji – prawdziwości). Wskazuje na słowa jako znaki o określonych właściwościach, które funkcjonują jako takie dopiero w odpowiedniej (aktualnej) sieci, kontekście semantycznym.
- powinien zostać wzbogacony o metodę obsługi osobliwości (por. uczenie maszynowe, cele ogólne), czyli niepomijalnych wyjątków (od nieaktualnej chwilowej statystyki), które mogą często być źródłem nowych znaczeń (nawet reguł czy praw – prozaiczny przykład: reformy języków).

### Informatyka
Chomsky badał języki formalne, następnie w 1956 roku sklasyfikował je pod względem możliwości automatycznego (np. komputerowego) wykonania.
Powszechnie uznawana za standard, hierarchia ta składa się z czterech klas:
- języki typu 0 – rekurencyjnie przeliczalne (maszyna Turinga),
- języki typu 1 – kontekstowe (automat liniowo ograniczony),
- języki typu 2 – bezkontekstowe (automat ze stosem),
- języki typu 3 – regularne (deterministyczny automat skończony).

Język należy do danej klasy wtedy i tylko wtedy, gdy jest możliwe zbudowanie gramatyki formalnej, która generuje dany język, a której reguły nie wykraczają poza ograniczenia dla danej klasy. Zdefiniował on także postać normalną, czyli zapis gramatyki języków bezkontekstowych.

### Psycholingwistyka

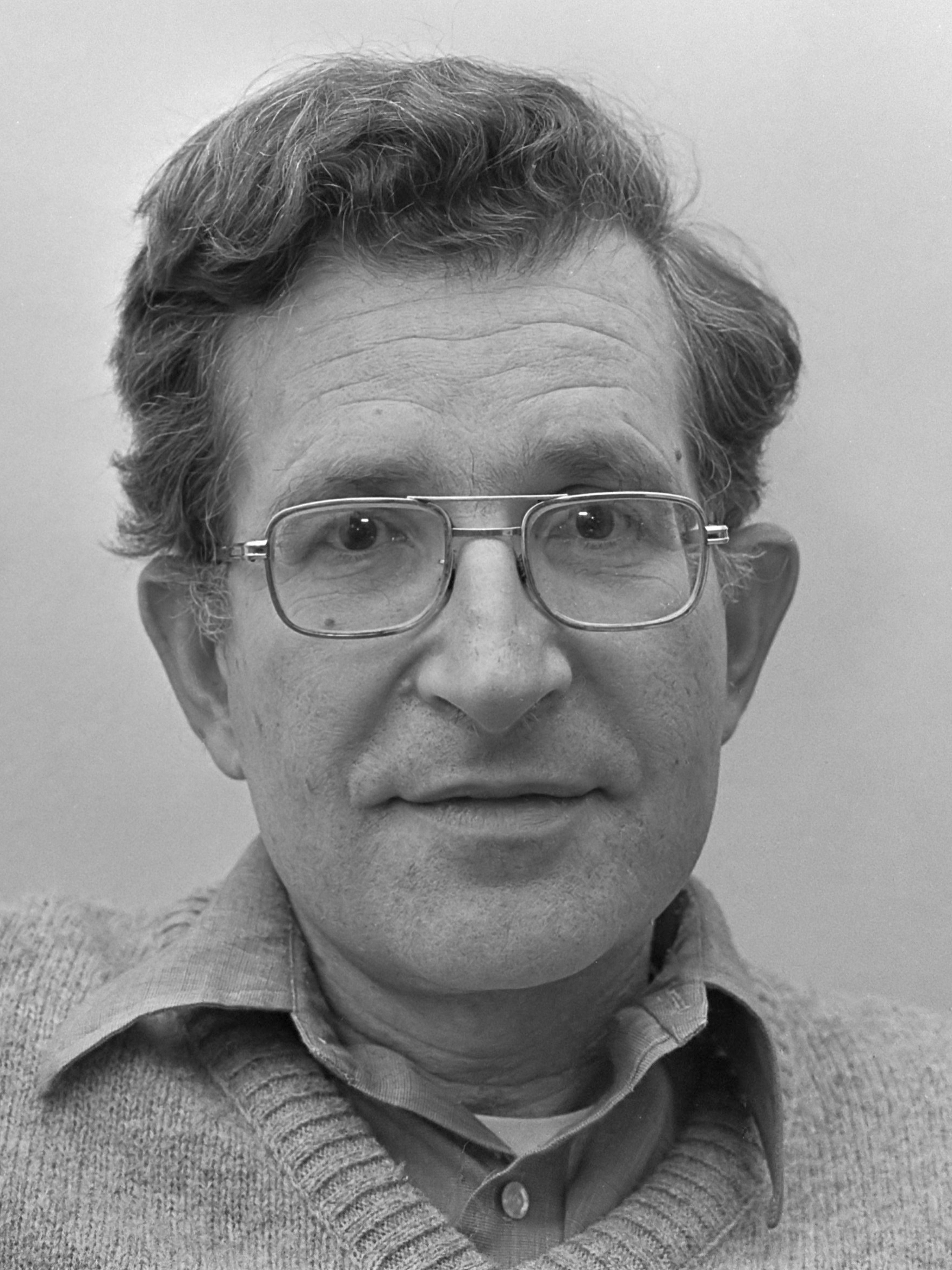
Noam Chomsky (1977)

Chomsky dowodził, że fundamentalny system gramatyczny umożliwiający uczenie się języka jest wrodzoną cechą ludzi i specyfiką naszego gatunku. Ta wrodzona wiedza językowa określana jest mianem gramatyki uniwersalnej (ang. the universal grammar, UG). Chomsky opisuje różnice pomiędzy językami ludzkimi w kategoriach „ustawienia parametrów w mózgu”. Na przykład jeden z tych parametrów-przełączników ustanawia, czy podmiot domyślny jest dozwolony w danym języku („tak” w hiszpańskim, „nie” w angielskim). Nauka języka przez dziecko miałaby wtedy polegać na uczeniu się specyficznych cząstek leksykalnych (słowa, morfemy, idiomy), i na ustawieniu parametrów-przełączników na podstawie tylko kilku przykładów podanych dziecku. Teoria ta tłumaczy dlaczego dzieci potrafią nauczyć się języka pomimo empirycznie obserwowanego ubóstwa bodźców (ang. poverty of the stimulus). Chomsky uważa, że „uczenie się języka macierzystego to nie jest coś, co dziecko robi. To jest coś, co się samo dzieje dziecku.” Na prawidłowość tej natywistycznej teorii wskazują także typy błędów typowo popełnianych przez dzieci w trakcie nauki języka, a także obserwowana nieobecność innych, teoretycznie dozwolonych, typów błędów.
Na uniwersalność wrodzonej części systemu językowego wykazuje również obserwacja, że nieznane są przypadki, by dziecko pochodzące od rodziców mówiących jednym językiem, poprawnie wyeksponowane, miało jakiekolwiek przeszkody w nauce któregokolwiek innego języka ludzkiego, nawet w przypadku największych językowych (lub genetycznych) „odległości” (w ramach gatunku Homo sapiens). Chomsky nie widzi jakichkolwiek dowodów na ewolucję ludzkich umiejętności językowych (w okresie co najmniej ostatnich 50 tys. lat) i krytykuje programy badawcze w tej dziedzinie jako wynikające z popularnej współcześnie „wersji ewolucjonizmu na poziomie szkoły podstawowej”, kuriozalnie robione na dużą skalę na przekór oczywistości, że problem ten znajduje się poza możliwościami współczesnej nauki.
Chomsky wprowadził również (1957–1965) koncept „organu” odpowiedzialnego za przyswajanie języka przez dzieci (ang:the language acquisition device, LAD). Teorie Chomskiego w tej dziedzinie mają silny wpływ na psychologów i językoznawców zajmujących się akwizycją języka przez dzieci.
Chomsky wprowadza rozróżnienie pomiędzy językiem wewnętrznym i zewnętrznym. Zdaniem Chomskiego język ludzki jest w większości stosowany wewnętrznie (tzw. I-language, gdzie „I” oznacza „internal”), a nie do komunikacji zewnętrznej. W komunikacji zewnętrznej używany jest tzw. E-language („E” = „external”), który, chociaż spokrewniony z językiem wewnętrznym, nie jest koherentnym przedmiotem umożliwiającym użyteczne studiowanie wrodzonego i osobistego języka i wykazuje modalność (sposób wyrazu, np. język migowy). Generalnie wszystkie zwierzęta komunikują się, do komunikacji może również służyć prawie wszystko, co robimy świadomie lub nieświadomie, np. ubiór, wyraz twarzy, feromony, ale to nie jest „język”, brak w nim składni, kreatywności itd. Język i komunikacja nie powinny być mylone.
Koncepcja gramatyki uniwersalnej ma implikacje filozoficzne. Fizyka, geometria i różne inne systemy matematyczne wydają się aż nazbyt perfekcyjnie oddawać rzeczywistość świata. Ta perfekcyjność jest zdaniem wielu naukowców i filozofów, włączając Einsteina, trudna do zracjonalizowania jako będącą przypadkiem. Chomsky uważa, że myśl precyzyjnie oddaje świat dlatego, że rzeczywistość świata jest rzeczywistością naszego umysłu – są one tym samym. Chomsky ujmuje to następująco: „myślę, jednak świat myśli we mnie” (I think, yet the world thinks in me).

### Medioznawstwo
W 1988 opublikował, wraz z Edwardem S. Hermanem, wyniki badań nad makroekonomicznymi przesłankami, którymi kierują się media, w pracy „Manufacturing Consent: The Political Economy of the Mass Media”.
Rezultaty te są zwykle określane mianem „modelu propagandy”, został on przez autorów empirycznie przetestowany.
Model ten zakłada tendencję systemowo-uwarunkowanego odchylenia w obiektywności niepaństwowych środków masowego przekazu, którą wyjaśnia na podstawie uwarunkowań ekonomicznych.
Zaproponowany model sugeruje, że informacje w mediach „prywatnych” są filtrowane, chociaż poprzez filtry inne niż w mediach rządowych.

## Poglądy polityczne
Chomsky znany jest również ze swoich krytycznych analiz mediów w USA oraz (czasem odbieranej jako radykalnej) krytyki polityki wewnętrznej i zagranicznej USA oraz układów społecznych we współczesnym świecie, formułowanej w niedwuznaczny i radykalny językowo sposób. Przez wielu  uważany jest również za radykalnego pacyfistę. Był działaczem Robotników Przemysłowych Świata (IWW).

W 1977 wspólnie z Edwardem S. Hermannem napisał artykuł, podważający doniesienia uchodźców z Kambodży o ludobójstwie prowadzonym przez Czerwonych Khmerów. Autorzy zarzucali autorom publikacji na ten temat fałszowanie zdjęć, przedstawianie działań rządu Pol Pota w złym świetle, uprzedzenia oraz podważali liczbę ofiar ewakuacji Phnom Penh. W udzielonych w 2005 roku wywiadzie Chomsky zaprzeczył, by w jego wcześniejszych publikacjach na ten temat były jakiekolwiek nieścisłości, zaś krytyka dotyczyła wyłącznie rzekomych dezinformacji i propagandy prowadzonej przez media amerykańskie. W istocie jednak jeszcze w 1980 – już po upadku Czerwonych Khmerów – w książce After the Cataclysm: Postwar Indichina and the Reconstruction of Imperial Ideology dalej był ostrożny w nazywaniu ich zbrodni ludobójstwem, pisząc: 

Nie był to skutek systematycznej rzezi i wyniszczania zorganizowanych przez państwo, ale raczej wynik chłopskiej zemsty, działalności niezdyscyplinowanych oddziałów wojska poza kontrolą władz, głodu i chorób, będących bezpośrednią konsekwencją wojny prowadzonej przez USA, albo innych tego rodzaju czynników.

Krytykowane przez innych komentarze Chomskiego na temat ludobójstwa Czerwonych Khmerów pochodziły z okresu w trakcie i zaraz po ich rządach. W odpowiedzi zwraca uwagę, że jego komentarz opierał się na skonfliktowanych ze sobą źródłach. Był sceptyczny w stosunku do wielu twierdzeń książki Ponchauda opartej na zeznaniach uchodźców, jednocześnie chwalił ją jako godną uwagi. Poza tym, opierał się na książkach znanych autorów, Portera i Hildebranda, Barrona i Paula oraz wielu innych.
Protestował m.in. przeciwko wojnie w Wietnamie oraz krytykował działania podejmowane przez wojska USA po 11 września 2001 – opierając się na analizach wielu specjalistów wojska i służb specjalnych, że misje tego typu nie obniżają poziomu zagrożenia terrorystycznego, a wręcz przeciwnie (między innymi na podstawie pracy europejskiego analityka Jasona Burkego Al-Qaeda: Casting a Shadow of Terror). Jest też zagorzałym krytykiem polityki zagranicznej Izraela.
Jego poglądy polityczne są określane często jako „radykalnie lewicowe”. Sam Chomsky deklaruje się jako wolnościowy socjalista i sympatyk anarchosyndykalizmu. Jest uważany za rzecznika alterglobalistów.
Chomsky może być traktowany jako krytyk teorii naturalnego „wolnego” rynku. Zdaniem Chomskiego oficjalna doktryna wolnorynkowa istnieje tylko w akademickich teoriach i nie ma odzwierciedlenia w realiach; w rzeczywistości konkurencyjność rynku jest ograniczona przez dominację korporacji, które są organizacjami o charakterze totalitarnym.

## Wpływ
Przez ostatnie 60 lat rozwój współczesnego językoznawstwa podąża ścieżkami wyznaczonymi przez pytania zadane przez Chomskiego, choć nie zawsze poprzez odpowiedzi udzielone przez niego.
Nim Chimpsky był szympansem, przedmiotem badań nad akwizycją języka przez zwierzęta, nazwanym tak ze względu na pogląd Noama, że język jest unikalną cechą ludzką. Uczenie małp języka miało w zamierzeniu zanegować tę tezę Noama. Po serii szeroko spopularyzowanych „sukcesów”, dziedzina ta „praktycznie się zapadła” w wyniku krytycznych publikacji z badań z udziałem Nima.
Chomsky był zaangażowany w podpisywanie deklaracji o wspólnym języku Serbii, Czarnogóry, Chorwacji i Bośni i Hercegowiny, dokumentu, w powstanie którego zaangażowanych było około dwustu językoznawców i pisarzy z czterech państw byłej Jugosławii. Deklaracja przedstawiona została w Sarajewie 30 marca 2017 i w ciągu 20 godzin podpisało ją ponad 2000 osób. Celem deklaracji było między innymi zwrócenie uwagi na sztuczne, wynikające z nacjonalizmów podziały i uwydatniane na siłę różnice, nadmierny i nieautentyczny puryzm. Podkreślano, że istnienie jednego, wspólnego języka nie zmienia faktu, że państwa i narody są cztery i nie ma nic wspólnego z przynależnością etniczną i poczuciem tożsamości narodowej.

## Odniesienia w kulturze
Noam Chomsky jest bohaterem kanadyjskiego filmu dokumentalnego z 1992, w reżyserii Marka Achbara i Petera Wintonicka pt. Manufacturing Consent: Noam Chomsky and The Media (znanym w Polsce pod tytułem: Fabryka konsensusu-Noam Chomsky i media). Wystąpił również w pełnometrażowym filmie dokumentalnym Roba McGanna z 2006, zatytułowanym American Zeitgeist. Chomsky jest także głównym bohaterem francuskiego filmu pod tytułem Czy Noam Chomsky jest wysoki czy szczęśliwy? (2013) w reżyserii Michela Gondry’ego. W filmie fabularnym Captain Fantastic dzień urodzin Noama Chomskiego był ważnym świętem obchodzonym przez głównych bohaterów. W powieści Jacka Dukaja Perfekcyjna Niedoskonałość (2004) nazwisko językoznawcy zostało użyte przez autora celem objaśnienia pojęcia związanego narracją utworu (tamże Matryca Chomskiego).

## Wybrana twórczość
Publikacje przetłumaczone na język polski:
Językoznawstwo
- Lingwistyka a filozofia: współczesny spór o filozoficzne założenia teorii języka. PWN, Warszawa 1977.
- Zagadnienia teorii składni. Ossolineum, Wrocław 1982.
- O naturze i języku. Axis, 2005.
- Trzy elementy projektujące język. W: Prace językoznawcze. Przeł. R. Boroch. UWM Olsztyn. T. 10 2008, s. 241–273.
- Jakimi istotami jesteśmy? Vis-à-vis Etiuda, Kraków 2017.

Polityka
- Językoznawstwo i polityka. Oficyna Wydawnicza „Diamat”, Wrocław 1989.
- Rok 501: Podbój trwa. Wydawnictwo Naukowe PWN, Warszawa-Poznań 1999.
- Uwagi o anarchizmie. Oficyna Trojka, Poznań 1999.
- Zysk ponad ludzi: neoliberalizm a ład globalny. Wydawnictwo Dolnośląskie, Wrocław 2000.
- Hegemonia albo przetrwanie: Amerykańskie dążenie do globalnej dominacji. Studio Emka, Warszawa 2005.
- Polityka, anarchizm, lingwistyka. Oficyna Trojka, Poznań 2007.
- Interwencje. Wydawnictwo Sonia Draga, Katowice 2008.
- Siła i opinia. Instytut Wydawniczy Książka i Prasa, Warszawa 2018.
- Requiem dla amerykańskiego snu. 10 zasad koncentracji bogactw i władzy. Vis-à-vis Etiuda, Kraków 2018.
- O anarchizmie. Vis-à-vis Etiuda, Kraków 2021.
- Nowy świat w naszych sercach (rozmowa z Michaelem Albertem). Vis-à-vis Etiuda, Kraków 2023.